# Texas Pete
La Texas Pete es una salsa picante procedente de una marca registrada de Luisiana Winston-Salem, North Carolina. La marca es conocida por elaborar y comercializar botellas con la salsa picante de color rojo. 

## Historia
La salsa es conocida por haber sido descubierta por la familia Garner que llegó a ser propietaria de "The Dixie Pig Barbecue Stand." El producto cobró fama como una salsa de Carolina al estilo BBQ.